# Литтл, Сюзанна
Сюзанна Литтл (англ. Suzanne Marie Little) — канадская певица и автор песен. Она была участницей дуэта Lava Hay в начале 1990-х и впоследствии выпустила три альбома в качестве сольного исполнителя.
После распада Lava Hay в 1993 году Литтл переехала на остров Солт-Спринг, Британская Колумбия. В конце 1994 года она поехала в Сан-Франциско, чтобы работать с продюсером Нормом Кернером, а также сотрудничала с такими музыкантами, как Чак Профет из Green on Red, Дэвид Иммерглюк из Camper Van Beethoven и Брюс Кафан из American Music Club. Результатом стал её дебютный альбом 1995 года Be Here Now. Её первый сольный тур состоялся в январе 1996 года.
Она замужем за коллегой-певцом и автором песен Томом Хупером.

## Дискография
- 1995: Be Here Now (Nettwerk[англ.])